# Agerø
Agerø is een eilandje in de Limfjord in Denemarken, ten zuidwesten van Mors. Samen met Mors vormt het de gemeente Morsø. Een dam en een brug verbinden het eiland met Mors. Het eiland is 3,8 km² groot en heeft 38 inwoners (2010).
Het enige bestaansmiddel van het eiland is landbouw. Aan de noordkust is er een beschermd natuurgebied van ongeveer 25 hectare. Het eiland is een belangrijk gebied voor trekvogels.
Vroeger werd het eiland Aagher (Deens: akker) genoemd; de uitgang -ø (Deens: eiland) is er later aan toegevoegd.